# Antonio Jasso
Juan Antonio Jasso Almaraz, né le 11 mars 1935 à Mexico au Mexique et décédé le 26 juin 2013, est un footballeur international mexicain, qui évoluait au poste d'attaquant.

## Biographie

### Carrière en club
Au cours de sa carrière en club, il remporte notamment deux championnats du Mexique et quatre Coupes du Mexique.

### Carrière en sélection
Avec l'équipe du Mexique, il joue 18 matchs (pour 2 buts inscrits) entre 1956 et 1962. 
Il figure dans le groupe des sélectionnés lors de la Coupe du monde de 1962. Lors du mondial organisé au Chili, il joue deux matchs : contre le Brésil et l'Espagne.

## Palmarès
| Zacatepec - Championnat du Mexique (1) : - Champion : 1957-1958. - Coupe du Mexique (2) : - Vainqueur : 1956-57 et 1958-59. - Supercoupe du Mexique (1) : - Vainqueur : 1958. |  | Club América - Championnat du Mexique (1) : - Champion : 1965-1966. - Coupe du Mexique (2) : - Vainqueur : 1963-1964 et 1964-1965. |